# Gulfiyá Janaféyeva
Gulfiyá Raífovna Janaféyeva (en ruso: Гульфия́ Раи́фовна Ханафе́ева; Rusia, 12 de junio de 1982) es una atleta rusa especializada en la prueba de lanzamiento de martillo, en la que ha logrado ser subcampeona europea en 2006.

## Carrera deportiva
En el Campeonato Europeo de Atletismo de 2006 ganó la medalla de plata en el lanzamiento de martillo, llegando hasta los 74.50 metros, tras su compatriota Tatyana Lysenko (oro con 76.67 metros que fue récord de los campeonatos) y por delante de la polaca Kamila Skolimowska (bronce con 72.58 m).